# 行為によるプロパガンダ
行為によるプロパガンダ（こういによるプロパガンダ、propaganda of the deed）、行動によるプロパガンダ（こうどうによるプロパガンダ）または暴力を用いるプロパガンダ（ぼうりょくをもちいるプロパガンダ）とはアナキズムや左翼思想の人間による直接行動或いは暴力行為を指す。
主に政治的に意見の合わない他の思想に属す人間に対して革命や改革を起こし、その思想を達成するため行われる。「行為によるプロパガンダ」という名称は19世紀末の産業革命時代のフランスにおいて、労働者や労働組合が経営者に対して暴力や窃盗、暗殺の脅迫などの犯罪を用いた賃金引き上げなどの労働条件改善の要求やそれに伴う資本主義批判を行った際に使用したスローガン「propagande par le fait」に由来する。爆弾を郵送してターゲットを暗殺することなども含まれるため、テロリズムに含まれる。